# Pyrrhobryum pungens
Pyrrhobryum pungens là một loài rêu trong họ Rhizogoniaceae. Loài này được (Sull.) Mitt. mô tả khoa học đầu tiên năm 1868.